# Tour du Cameroun 2012
Le Tour du Cameroun 2012 est la 10e édition de cette course cycliste par étapes. Il s'est élancé le 8 mars de Maroua et s'est achevé le 17 mars à Yaoundé.
Ce Tour est remporté par le Camerounais Yves Ngue Ngock.

## Étapes
| Étape     | Date         | Villes étapes    | Type | Distance (km) | Vainqueur d’étape | Leader du classement général |
| --------- | ------------ | ---------------- | ---- | ------------- | ----------------- | ---------------------------- |
| 1re étape | jeu. 8 mars  | Maroua           |      |               | Damien Teku       | Damien Teku                  |
| 2e étape  | ven. 9 mars  | Figuil – Garoua  |      |               | Issiaka Cissé     | Yves Ngue Ngock              |
| 3e étape  | sam. 10 mars | Mbé – Ngaoundéré |      |               | Julien Morin      | Yves Ngue Ngock              |
| 4e étape  | lun. 12 mars | Bafoussam        |      |               | Yves Mercier      | Yves Ngue Ngock              |
| 5e étape  | mar. 13 mars | Bafang – Mbanga  |      |               | Noël Richet       | Yves Ngue Ngock              |
| 6e étape  | mer. 14 mars | Limbé – Kumba    |      |               | Andreas Anderegg  | Yves Ngue Ngock              |
| 7e étape  | ven. 15 mars | Kumba – Douala   |      |               | Sébastien Zammit  | Yves Ngue Ngock              |
| 8e étape  | sam. 17 mars | Pouma – Yaoundé  |      |               | Milan Barényi     | Yves Ngue Ngock              |

## Classement final
| Classement général | Classement général      | Classement général | Classement général           | Classement général  |
|                    | Coureur                 | Pays               | Équipe                       | Temps               |
| ------------------ | ----------------------- | ------------------ | ---------------------------- | ------------------- |
| 1er                | Yves Ngue Ngock         | Cameroun           | Équipe nationale du Cameroun | en 24 h 28 min 35 s |
| 2e                 | Vincent Graczyk         | France             |                              | + 1 min 58 s        |
| 3e                 | Issiaka Fofana          | Côte d'Ivoire      |                              | + 1 min 59 s        |
| 4e                 | Clovis Kamzong Abessolo | Cameroun           | Équipe nationale du Cameroun | + 1 min 59 s        |
| 5e                 | Milan Barényi           | Slovaquie          |                              | + 2 min 13 s        |
| 6e                 | Damien Teku             | Cameroun           | Équipe nationale du Cameroun | + 3 min 18 s        |
| 7e                 | Andreas Anderegg        | Suisse             |                              | + 3 min 59 s        |
| 8e                 | Issiaka Cissé           | Côte d'Ivoire      |                              | + 4 min 0 s         |
| 9e                 | Ivan Viglassky          | Slovaquie          | CK Banská Bystrica           | + 5 min 20 s        |
| 10e                | Julien Morin            | France             |                              | + 5 min 44 s        |
| modifier           |                         |                    |                              |                     |